# Сербијан боул XI
Сербијан боул XI (енгл. Serbian Bowl XI) је једанаесто издање финала Прве лиге Србије у америчком фудбалу. Одиграно је 5. јула 2015. године на стадиону ФК Кабел у Новом Саду. Састали су се домаћа екипа Дјукси из Новог Сада и гостујући Вукови из Београда. Утакмица је завршена победом Дјукса резултатом 25:23, чиме је екипа из Новог Сада освојила прву титулу првака Србије у америчком фудбалу у својој историји.